# Avon Championships of Seattle 1982
Avon Championships of Seattle 1982  — жіночий тенісний турнір, що проходив на закритих кортах з килимовим покриттям Кі-арена  in Сіетл, Вашингтон (США). Належав до Avon Championships Circuit 1982. It was the sixth і востаннє і тривав з 18 січня до 25 січня 1982 року. Перша сіяна Мартіна Навратілова здобула титул в одиночному розряді й отримала за це 30 тис. доларів США.

## Фінальна частина

### Одиночний розряд
Мартіна Навратілова —  Андреа Джегер 6–2, 6–0
- Для Навратілової це був 2-й титул в одиночному розряді за рік і 57-й — за кар'єру.

### Парний розряд
Розмарі Казалс /  Венді Тернбулл —  Кеті Джордан /  Енн Сміт 7–5, 6–4

## Розподіл призових грошей
| Дисципліна       | П       | F       | ПФ     | ЧФ     | 1/8    | 1/16   | Prel. round |
| Одиночний розряд | $30,000 | $15,000 | $7,350 | $3,600 | $1,900 | $1,100 | $700        |